# Гватемала на Светском првенству у атлетици на отвореном 2023.
Гватемала је учествовала на 19. Светском првенству у атлетици на отвореном 2023. одржаном у Будимпешти од 19. до 27. августа деветнаести пут, односно, учествовала је на свим првенствима до данас. Репрезентацију Гватемале представљало је 4 такмичара (3 мушкарца и 1 жена) који су се такмичили у 3 дисциплине (2 мушке и 1 женска).,
На овом првенству такмичари Гватемале нису освојили ниједну медаљу али су остварили два најбоља лична резултата сезоне.
У табели успешности према броју и пласману такмичара који су учествовали у финалним такмичењима (првих 8 такмичара) Гватемала је са 1 учесником у финалу делила 61. место са 5 бодова.
| Пл.  | Земља     | 1. место | 2. место | 3. место | 4. место | 5. место | 6. место | 7. место | 8. место | Бр. фин. | Бод. |
| ---- | --------- | -------- | -------- | -------- | -------- | -------- | -------- | -------- | -------- | -------- | ---- |
| =61. | Гватемала | 0        | 0        | 0        | 1        | 0        | 0        | 0        | 0        | 1        | 5    |

## Учесници
| Мушкарци: - Луис Гријалвао — 5.000 м - Хосе Алехандро Барондо — 20 км ходање - Хосе Едуардо Ортиз — 20 км ходање | Жене: - Марица Рафаела Понсио — 20 км ходање |

## Резултати

### Мушкарци
| Атлетичар              | Дисциплина   | Лични рекорд | Квалификације | Квалификације | Финале   | Финале       | Детаљи |
| Атлетичар              | Дисциплина   | Лични рекорд | Резултат      | Место         | Резултат | Место        | Детаљи |
| ---------------------- | ------------ | ------------ | ------------- | ------------- | -------- | ------------ | ------ |
| Луис Гријалва          | 5.000 м      | 12:52,97 НР  | 13:32,72      | 1. у гр. 2    | 13:12,50 | 4 / 43 (44)  |        |
| Хосе Алехандро Барондо | 20 км ходање | 1:19:42      |               |               | 1:23:33  | 31 / 47 (50) |        |
| Хосе Едуардо Ортиз     | 20 км ходање | 1:20:43      | 1:26:29       | 42 / 47 (50)  |          |              |        |

### Жене
| Атлетичарка           | Дисциплина   | Лични рекорд | Квалификације | Квалификације | Финале             | Финале             | Детаљи |
| Атлетичарка           | Дисциплина   | Лични рекорд | Резултат      | Место         | Резултат           | Место              | Детаљи |
| --------------------- | ------------ | ------------ | ------------- | ------------- | ------------------ | ------------------ | ------ |
| Марица Рафаела Понсио | 20 км ходање | 1:30:52      |               |               | Није завршила трку | Није завршила трку |        |